# Du hast
«Du hast» (en alemán, traducido sería «Tú tienes») es una canción de la banda de música industrial alemana Rammstein editada como segundo sencillo del álbum Sehnsucht, de 1997. También se ha incluido en los dos discos grabados en directo por la banda, Live aus Berlin (1999) y Völkerball (2006). En el sencillo colabora Bobo Herbold, quien también interpretó la voz femenina en el estribillo de «Engel». El diseño de la carátula es obra del artista austriaco Gottfried Helnwein. El video musical que lo acompañaba es un homenaje a la película de Quentin Tarantino Reservoir Dogs (1992). Por «Du hast» Rammstein recibió su primera nominación a los Premios Grammy, en 1999. Su segunda nominación sería en 2006, por Mein Teil.

## Letra

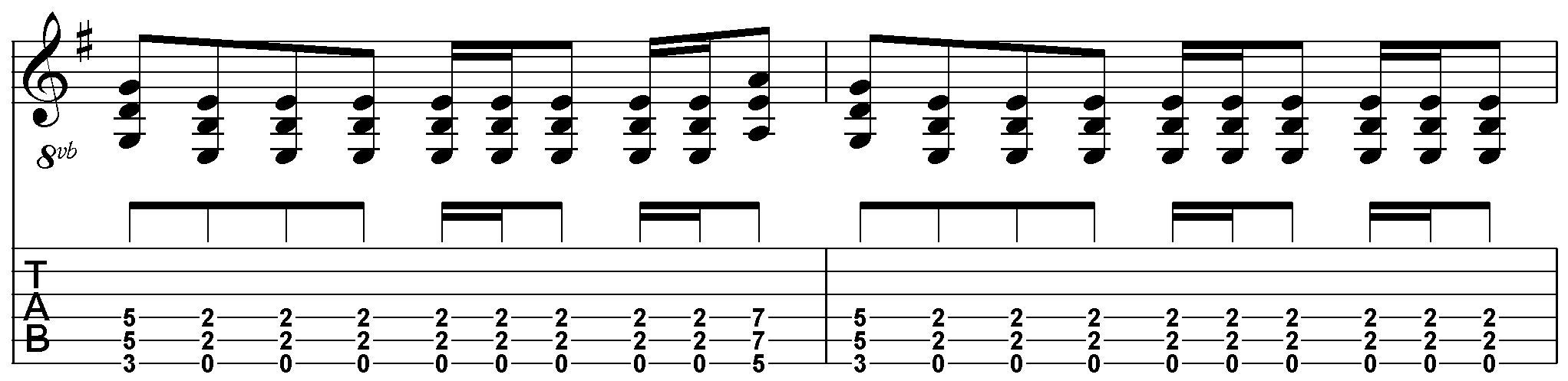
Ritmo de guitarra en quintas de «Du hast».

La letra es un juego de ambigüedades léxicas con los votos de matrimonio alemanes. Comienza jugando con la ambigüedad de sus primeras palabras, pues «du hast mich» («tú me has/ tú me tienes») y «du hasst mich» (grafía alternativa: «du haßt mich», «me odias») son frases homófonas. La anfibología se resuelve al terminar la frase: «du hast mich gefragt und ich hab nichts gesagt», «me has preguntado y yo no he dicho nada». 
Al final del tema aparece otro de los típicos juegos de palabras del grupo, cuando en lugar de decir «Willst du bis der Tod euch scheidet...?», «¿quieres hasta que la muerte os separe ...?», Till Lindemann pronuncia: «Willst du bis zum Tod der Scheide...?», «¿quieres hasta la muerte de la vagina ...?». Tras la pregunta, el contrayente interpelado responde con un tajante «nein», «no», en lugar del previsible «ja», «sí, quiero» que se escucha de fondo.
En una entrevista para la revista alemana Musik Express, Lindemann justificaba esta postura iconoclasta y crítica con el matrimonio tradicional resaltando la dificultad de encontrar un matrimonio «intacto»:

¿Quieres hasta que la muerte os separe...? Eso es algo tan antinatural como un tatuaje en el brazo. Algo que ya no se va durante el resto de la vida. Un día seré un jubilado y me sentaré con mi nieto en el regazo, y me preguntará qué clase de bobada es esa que llevó en el brazo.

La traducción del inicio de la canción («du hast mich», «tú me tienes/has») fue motivo de confusión al editar el grupo una versión en inglés del tema en la que cantaban «you hate me» («me odias»).

## Video musical
El video musical está inspirado en la película Reservoir Dogs de Quentin Tarantino; fue dirigido por el bávaro Philipp Stölzl y estrenado el 1 de abril de 1997 en Berlín. Uno de los miembros de la banda (Christoph Schneider) interpreta a un mafioso, acompañado de su mujer en un automóvil. El hombre al parecer se reunirá con otros mafiosos enemigos, así que se dirige a un sótano mientras ella espera en el auto. Cuando Schneider llega al lugar, los hombres aparecen con máscaras, cuando se las quitan, él se da cuenta de que no son sus enemigos, sino sus amigos de la mafia (los demás miembros de Rammstein). Él y sus amigos se dedican a celebrar el reencuentro bebiendo y drogándose, mientras tanto la mujer se muestra angustiada al creer que su esposo fue atacado por ellos. Luego, los hombres prenden fuego a una persona que parece ser Schneider, sin embargo, cuando salen del lugar él está con ellos, por lo que se da a entender que al que mataron era otra persona que estaba allí. Cuando los seis miembros de Rammstein se acercan al automóvil, Schneider lanza una mirada extraña hacia su mujer. Todos pasan de largo y cuando el vehículo es visible detrás de ellos, este explota (Schneider había mirado su reloj segundos antes, con lo que se entiende que era una bomba colocada por ellos y esperaban su explosión). La mujer muere como resultado de este incidente (al principio del videoclip se habían visto esparcidos en el piso los restos de sus cosas, como un lápiz de labios, su collar y sus zapatos). El video finaliza cuando los seis integrantes se alejan.

## Contenido del sencillo
El sencillo «Du Hast» contiene las siguientes versiones:
| N.º | Título                             | Duración |  |
| 1.  | «Du hast» (Versión del sencillo)   | 3:54     |  |
| 2.  | «Bück dich» (Versión del álbum)    | 3:21     |  |
| 3.  | «Du hast» (remix de Jacob Hellner) | 6:44     |  |
| 4.  | «Du hast» (remix de Clawfinger)    | 5:24     |  |

## Posiciones en listas
| Lista (1997)                               | Posición |
| ------------------------------------------ | -------- |
| Lista oficial de sencillos en Alemania     | 5        |
| Lista oficial de sencillos en Austria      | 10       |
| Lista oficial de sencillos en Suiza        | 33       |
| Lista oficial de sencillos en Gran Bretaña | 186      |
| Mainstream Rock Tracks (Estados Unidos)    | 20       |

## Apariciones
Aparte de en los discos de Rammstein, «Du Hast» ha aparecido en la banda sonora de la película de las hermanas Wachowski The Matrix (1999); en I Love Metal, recopilatorio de la discográfica Central Station con temas de varias bandas de metal como Megadeth, Deep Purple y Kiss; en el CD Family Values Tour '98, que incluye varias interpretaciones en vivo de los años 90 de distintos artistas; y en Aggro 2000, disco de K-Tel Records en el que participan varios artistas de los géneros industrial, nu metal y heavy metal. Un CD con varias versiones de temas de Rammstein, A Tribute to Rammstein, incluye Du Hast por el artista «Batterie».
Además de en The Matrix, Du hast ha aparecido en la comedia de 2001 How High (en Latinoamérica titulada «Se les subieron los humos», en España subtitulada «Buen rollito»); en un episodio de Gilmore Girls; en una serie presentada por Bam Margera dedicada al skateboarding llamada CKY2K y en varios anuncios. 
«Du hast» ha aparecido en el tráiler protagonizado por Lady Gaga para American Horror Story: Hotel estrenado en septiembre de 2015.
«Du Hast» es jugable en Guitar Hero 5 y Rock Band 3.[cita requerida]

### Versiones
- La banda pakistaní Black Warrant realizó una versión para su álbum Recover II.[26]
- En 2016, la banda australiana de deathcore Thy Art Is Murder versionó la canción para el split EP The Depression Sessions.

## Créditos
- Till Lindemann - Voz
- Richard Z. Kruspe - Guitarra y coros
- Paul Landers - Guitarra y coros
- Oliver Riedel - Bajo
- Christoph Schneider - Batería
- Christian Lorenz - Teclados
- Bobo Herbold - Voz femenina adicional